# Zyevyegiyn Oydov
Zevegiin Oidov (en mongol, Зэвэгийн Ойдов, né le 14 août 1950 à Kharkhorin) est un lutteur mongol spécialiste de la lutte libre. 
Il participe aux Jeux olympiques d'été de 1976 et remporte la médaille d'argent. Il remporte également deux titres mondiaux en 1974 et 1975 puis une médaille de bronze mondiale en 1977.

## Palmarès

### Jeux olympiques
- Jeux olympiques de 1976 à Montréal,  Canada
  -  Médaille d'argent